# Acanthemblemaria atrata
Acanthemblemaria atrata es una especie de pez del género Acanthemblemaria, familia Chaenopsidae. Fue descrita científicamente por Hastings & Robertson en 1999.
Se distribuye por el Pacífico Centro Oriental: isla del Coco (Costa Rica). La longitud estándar (SL) es de 3,2 centímetros. Habita en arrecifes y puede alcanzar los 31 metros de profundidad.
Está clasificada como una especie marina inofensiva para el ser humano.